# Вандерлей ді Ліма
Вандерлей Кордейро ді Ліма (порт. Vanderlei Cordeiro de Lima, 11 серпня 1969) — бразильський легкоатлет, марафонець, бронзовий призер Олімпійських ігор в Афінах.  Нагороджений медаллю П'єра де Кубертена істинного духу спорту.

## Інцидент на Афінській олімпіаді
На Олімпіаді 2004 року ді Ліма до 35-го км відірвався від супротивників на 25-30 секунд, коли на нього напав позбавлений сану ірландський священик Ніл Горан, що намагався так пропагувати свої ідеї про близький кінець світу. Попри моральне потрясіння ді Ліма втратив 15-20 секунд. На 38-у км його наздогнали. У підсумку він фінішував третім.
На закритті Афінської олімпіади ді Лімі вручили медаль П'єра ді Кубертена.

## Церемонія відкриття Олімпіади в Ріо
Ді Ліма запалив чашу олімпійського вогню літніх Олімпійських ігор 2016 року в Ріо-де-Жанейро.

## Зовнішні посилання
- Досьє ІААФ [Архівовано 10 серпня 2016 у Wayback Machine.]